# Leandro Love
Leandro Love (nacido el 3 de diciembre de 1985) es un futbolista brasileño que se desempeña como delantero.
Jugó para clubes como el Juventus, Vissel Kobe, Melbourne Victory, Criciúma, Marília y Portuguesa.

## Trayectoria

### Clubes
| Club              | País      | Año         |
| ----------------- | --------- | ----------- |
| Rio Preto         | Brasil    | 2004        |
| Audax             | Brasil    | 2005        |
| Juventus          | Brasil    | 2005        |
| Vissel Kobe       | Japón     | 2006        |
| Amparo            | Brasil    | 2007        |
| Rio Branco        | Brasil    | 2007        |
| Brasilis          | Brasil    | 2007        |
| Melbourne Victory | Australia | 2007 - 2008 |
| Oeste             | Brasil    | 2009        |
| ABC               | Brasil    | 2009        |
| Criciúma          | Brasil    | 2009        |
| Marília           | Brasil    | 2010        |
| Linense           | Brasil    | 2010 - 2011 |
| Portuguesa        | Brasil    | 2011 - 2012 |
| Red Bull Brasil   | Brasil    | 2012        |
| Red Bull Brasil   | Brasil    | 2014        |
| Guaratinguetá     | Brasil    | 2014        |
| URT               | Brasil    | 2015        |
| Tricordiano       | Brasil    | 2016        |